# Monstera punctulata
Monstera punctulata — вид квіткової рослини родини ароїдних (Araceae), поширений у південній частині Мексики та Центральній Америці.

## Опис
Висота виду становить 15 метрів. Молоді особини мають плескате стебло, тоді як у дорослих стебло коричневого кольору, 3–4 сантиметри. Черешок виду гладкий або горбистий, а також може бути густо всіяний білими плямами довжиною 30–55 сантиметрів. Види мають яскраво-зелену глянцеву пластинку, яка має м'яку текстуру.

## Поширення та екологія
Зустрічається в таких країнах Центральної Америки, як Беліз, Коста-Рика, Панама. У центральному Петені, Гватемала, він росте на вапняку.